# Sessão Comédia na Madruga
Sessão Comédia na Madruga é um programa de televisão brasileiro transmitido pela TV Globo, dedicado a exibição de séries de comédia nas madrugadas. O programa está no ar desde 30 de maio de 2022.

## História
Criada para substituir o Corujão, a Sessão Comédia na Madruga exibe séries humorísticas nas madrugadas da TV Globo, sempre após a reprise do capítulo do dia da Novela das sete, numa estratégia da emissora para aumentar a audiência no horário e "dar uma chance" a quem não assistiu a trama no seu horário original, e também atrair um novo público para a emissora. A primeira reprise exibida na faixa, é a primeira temporada de Vai que Cola, exibida pelo Multishow em 2013.
A Sessão Comédia na Madruga, muitas vezes, é exibida durante o dia assumindo o papel de "tapa-buraco" da programação da TV Globo Internacional.
Nos dias 25 e 27 de abril, o programa exibiu algumas cenas de humorísticos clássicos da TV Globo, em homenagem aos seus 60 anos, como Os Trapalhões, Zorra Total, TV Pirata, Satiricom, Casseta e Planeta Urgente, Viva o Gordo, Chico Anysio Show e Tá no Ar: a TV na TV. Lázaro Ramos, introduziu as duas edições especiais.

## Produções exibidas
| Nº | Título       | Início             | Término | Ref   |
| -- | ------------ | ------------------ | ------- | ----- |
| 01 | Vai que Cola | 30 de maio de 2022 | —       | [ 4 ] |

### Edição especial - 60 Anos da TV Globo
| Nº | Título                    | Início              | Término             | Ref |
| -- | ------------------------- | ------------------- | ------------------- | --- |
| 01 | Os Trapalhões             | 25 de abril de 2025 | 25 de abril de 2025 |     |
| 02 | Zorra Total               | 25 de abril de 2025 | 25 de abril de 2025 |     |
| 03 | TV Pirata                 | 25 de abril de 2025 | 25 de abril de 2025 |     |
| 04 | Satiricom                 | 25 de abril de 2025 | 25 de abril de 2025 |     |
| 05 | Casseta e Planeta Urgente | 25 de abril de 2025 | 25 de abril de 2025 |     |
| 06 | Viva o Gordo              | 27 de abril de 2025 | 27 de abril de 2025 |     |
| 07 | Tá no Ar: A TV na TV      | 27 de abril de 2025 | 27 de abril de 2025 |     |
| 08 | Chico Anysio Show         | 27 de abril de 2025 | 27 de abril de 2025 |     |